# Traisen (Baixa Áustria)
Traisen ( [ˈtʀaɪ̯zn̩] (ajuda·info)) é um município da Áustria localizado no distrito de Lilienfeld, no estado de Baixa Áustria.